# Воинский мемориал «Маттишкемен» (Совхозное)
Воинский мемориал «Маттишкемен» — является самым крупным воинским захоронением периода Первой мировой войны на территории Калининградской области. Он также является крупнейшим в России на местах боёв Первой мировой войны.
Объект культурного наследия России местного значения (№ 3930468000).
На нём похоронено 438 русских и 646 германских воинов, павших 20 августа 1914 года в центральной части Гумбинен-Гольдапского (Гумбинненского) сражения.

## Расположение
Расположен этот воинский мемориал на территории упразднённого Илюшинского сельского поселения Нестеровского района, в 1,5 километрах севернее посёлка Совхозное (бывший Маттишкемен) и в 5 километрах к западу от посёлка Ясная Поляна (бывший Гросс-Тракенен).

## История создания
Мемориал создавался в 20-х годах XX века, после Первой мировой войны. На него были перенесены останки погибших солдат Русской Императорской и Германской армий из первичных захоронений на фронте 27-й пехотной дивизии (командующий — генерал-лейтенант К. М. Адариди) 17 германского армейского корпуса (командующий — генерал А. фон Маккензен), созданных после Гумбинненского сражения.
Мемориал расположен в роще, находящейся у дороги, ведущей к мемориалу от посёлка Совхозное, на позиции пехоты 105 пехотного Оренбургского полка и 106 пехотного Уфимского полка.
Описания хода боя на этом участке многочисленны. Свои воспоминания оставили участники сражения. Целый ряд трудов различного объёма принадлежит военным историкам. Мемориал находится в центре Гумбинен-Гольдапского сражения, где решался его исход.
Мемориал сохранился до сегодняшнего дня. В 1960-х годах его даже официально (наряду с мемориалом «Вальдаукадель») поставили на учёт и включили в список памятников истории. Позже из этого списка мемориал «Маттишкемен» был исключён, но разрушению так и не подвергся. В начале 1980-х годов благодаря деятельности начальника отдела культуры Нестеровского района Дубовой Ольги Евгеньевны это захоронение было вновь «обнаружено» и приведено в порядок одним из первых в Калининградской области. С 1993 по 1994 гг. на мемориале работали представители германского «Народного союза» по уходу за воинскими захоронениями.

## Состояние мемориала
Мемориал устроен в виде «храма»: в «алтарной части» покоятся немецкие офицеры, в «храме» немецкие солдаты, у входа в «храм» — две братские могилы русских воинов.
Территория площадью 2,7 гектара обнесена металлической изгородью. Дорожки мемориала выложены тротуарной плиткой. Слева от входа стоит обелиск с надписью на немецком языке, сообщающей о числе покоящихся на воинском захоронении немецких и русских воинов, погибших 20 августа 1914 года. Далее расположены две братские могилы русских воинов: справа и слева от центральной дорожки. На русских могилах установлены обелиски кубической формы на ступенчатых постаментах с надписями на немецком языке: «165 unbekante Russen. August 1914» и «273 unbekante Russen. August 1914». На углах русских могил установлены гранитные православные кресты.
Архитектурной доминантой мемориала является братская могила германских воинов, на противоположном конце которой устроена терраса, на которой установлены 11 бетонных крестов с фамилиями погибших германских офицеров. За ними установлен деревянный латинский крест высотой 5,5 м. На территории братской могилы германских воинов симметрично расположены вертикальные надгробные плиты с известными фамилиями германских солдат.
- Общий вид мемориала.
- Немецкий указатель у входа на мемориал.
- Русская братская могила 165 воинов.
- Русская братская могила 273 воинов.
- Русская братская могила 273 воинов с крестом.
- Главная часть мемориала с немецкими могилами.

Мемориал образовывал комплекс вместе с памятником германскому пехотному фон дер Марвица полку №61, установленным на высоте с отметкой 60,7 м над уровнем моря в 200 м западнее мемориала. В ходе сражения через высоту проходила позиция 106 пехотного Уфимского полка, которую немцы не смогли взять. Вокруг памятника были высажены липы. К памятнику от мемориала вела пешеходная дорога, обсаженная кустарником. После образования Калининградской области памятник подвергся разрушению, дорога к нему заросла деревьями. В 2018 году земельный участок под остатками памятника был передан в безвозмездное пользование Свято-Духову приходу города Нестерова Черняховской епархии. В 2018 году калининградское региональное отделение ВООПИиК предложило Генеральному консульству Германии в Калининграде восстановить памятник.
11 ноября 2010 года на воинском захоронении была установлена мемориальная плита с надписью на русском языке: «Воинский мемориал „Маттишкемен“. Здесь покоятся 438 российских и 646 германских воинов, павших 20 августа 1914 года в центре Гумбиннен-Гольдапского сражения. Здесь, на Гумбинненском поле, геройские полки и батареи 27-й пехотной дивизии нанесли поражение германскому 17-му армейскому корпусу и этим определили исход и Гумбиннен-Гольдапского сражения, и всей мировой войны». В торжественном открытии плиты приняли участие Н.А.Нарочницкая, военный атташе Посольства Франции в России Дени Морель и другие официальные лица.
11 ноября 2011 года цветы к русским могилам на мемориале возложили военный атташе Посольства Франции в России Эрик Фурно и директор Государственного центрального музея современной истории России С.А. Архангелов и другие официальные лица.
11 ноября 2012 года цветы к русским могилам на мемориале возлагали цветы вице-консул Бельгии в Санкт-Петербурге Гийом Шоке, почетный консул Франции в Калининграде Стефан Фраппа и другие официальные лица.
В 2014 году на воинском мемориале произведены ремонтно-восстановительные работы, которые включали в себя установку двух гранитных православных крестов на братских могилах российских воинов, укладку тротуарной плитки и установку новой ограды мемориала.
11 ноября 2014 года на мемориале прошли памятные мероприятия, посвящённые 96-й годовщине окончания Первой мировой войны, в которых принял участие российский кинорежиссер Сергей Дебижев.
5 августа 2018 года на территории мемориала установлена памятная плита с фамилиями 30 офицеров Русской Императорской армии, погибших в ходе Гумбиннен-Гольдапского сражения и умерших от полученных ран. В торжественном открытии плиты и возложении цветов к могилам российских воинов приняли участие заместитель полпреда президента в СЗФО Р.В. Балашов, военный атташе Посольства Франции в России Пьер-Мари Льежен, его помощник - старший мичман Франк Мюре и другие официальные лица.
11 ноября 2018 года в памятных мероприятиях на мемориале приняла участие и.о. генерального консула ФРГ в Калининграде Дагмар-Мария Хиллебранд.
4 августа 2019 года цветы к русским могилам на мемориале возложили епископ Черняховский и Славский Николай, генерал-лейтенант Л.П.Решетников и другие официальные лица. На дороге между мемориалом и разрушенным памятником германскому пехотному фон дер Марвица полку №61 епископом Николаем был освящён закладной камень в основание Преображенской часовни-памятника российским воинам, павшим в сражении.
Летом 2019 года на мемориале прошли съёмки документального фильма «Русская Пруссия» российского кинорежиссёра Алексея Денисова.
Постановлением Правительства Калининградской области от 23 марта 2007 года № 132 воинское захоронение получило статус объекта культурного наследия местного (муниципального) значения.
В настоящее время за мемориалом осуществляется постоянный уход. На территории мемориала проводятся акции памяти.